# Festival de Verdiales de Villanueva de la Concepción
El Festival de Verdiales de Villanueva de la Concepción es el festival de verdiales más antiguo de la provincia de Málaga (España) y uno de los que más público congrega. Está declarado Fiesta de Interés Turístico Nacional desde 2001 por la Junta de Andalucía y Celebración de Singularidad Turística Provincial por la Diputación de Málaga. Tiene lugar en julio cada año.
En la edición de 2009 participaron 14 pandas que tocan en los tres estilos: Comares, Montes y Almogía. Cada panda realiza seis roás o ganchás: la lucha de subida, el baile de pareja, el baile trenzaílla, el baile de bandera, la lucha de baile libre y la lucha de salida.
El festival tiene su origen en un encuentro de fiesteros durante la noche de San Juan en un corral en 1981, durante el cual se montó un escenario y se premiaron a cada uno de los tres estilos.